# Jasper Johns
Jasper Johns, Jr. (Augusta, Georgia, 15. svibnja 1930.), američki umjetnik.
Sredinom 50-ih radi seriju slika Zastave tehnikom enkaustike. Želi doprijeti do srži amerikanizma. Preteča pop arta.